# Osvaldo Salgado Zepeda
Osvaldo Hernán Bernardo Salgado Zepeda es médico otorrinolaringólogo, titulado en la Universidad de Chile. Cuenta con una amplia trayectoria en el servicio público, en donde ha desarrollado su carrera profesional. Entre junio de 2023 y abril de 2025 se desempeñó como subsecretario de Redes Asistenciales del Ministerio de Salud, bajo el gobierno del presidente Gabriel Boric.

## Trayectoria
Fue hasta enero de 2005 director del Servicio de Salud Metropolitano Sur, tras lo cual fue nombrado subsecretario de la recién creada Subsecretaría de Redes Asistenciales, nacida de la reforma a la salud que dividió la Subsecretaría de Salud en 2: Salud Pública y Redes Asistenciales.
El Dr. Salgado fue subsecretario de Redes Asistenciales durante el Gobierno del expresidente Ricardo Lagos, en su gestión participó en la creación de la subsecretaría de Redes Asistenciales, de la que fue su primer subsecretario. En ese cargo —que asumió durante la administración del presidente Ricardo Lagos— puso a prueba la organización que había dado a la red de salud, con la llegada de las enfermedades de invierno. “Estamos en presencia de un brote de (virus) sincicial respiratorio este año que es intenso, esperamos que esto se mantenga durante la próxima semana”, dijo en julio de 2005 a Radio Cooperativa.
Durante el primer Gobierno de la presidenta Michelle Bachelet fue jefe de la División de Integración de Redes Asistenciales. Desde ese puesto enfrentó la crisis por el virus H1N1. “Hace una semana el virus influenza que circulaba era un 90% H1N1, y en esta semana la situación ha ido cambiando, apareciendo la circulación de otros virus, lo que demuestra que, de esta totalidad de virus, el 75% corresponde a H1N1”, dijo en un reporte del 1 de junio de 2009.
En 2010, internacionalizó su carrera. Fue consultor de la Organización Panamericana de la Salud entre 2010 y 2013, labor en la que, por ejemplo, asesoró en un estudio sobre prevención de conductas suicidas en la población indígena colombiana. Luego fue Subsecretario de Provisión de Servicios de Salud en Ecuador, entre 2013 y 2014, detalló en su LinkedIn. En ese rol, que ejerció durante el gobierno de Rafael Correa, se reunió con autoridades de la Central de Abastecimientos Cenabast de Chile, para aplicar el modelo nacional en Ecuador.
Durante el segundo Gobierno de la presidenta Michelle Bachelet fue designado director del Servicio de Salud Metropolitano Sur entre 2014 y 2018. Se desempeñaba desde 2018 como otorrinolaringólogo del Hospital Barros Luco. Paralelamente figuraba como coordinador de un diplomado de la Universidad de Santiago en Gestión de establecimientos de salud. Estando en estas funciones es que se anunció su regreso al ministerio en 2023.
En junio de 2023 fue nuevamente nombrado como subsecretario de Redes Asistenciales, esta vez bajo el Gobierno del presidente Gabriel Boric. El 20 de marzo de 2025, renunció a su cargo de manera voluntaria por motivos de salud. Su renuncia se hizo efectiva el 31 de marzo de 2025.